# Chaetocercus bombus
Colibri-abelhão ou estrelinha-abelhão (Chaetocercus bombus) é uma espécie de ave da família Trochilidae (beija-flores).
Pode ser encontrada nos seguintes países: Colômbia, Equador e Peru.
Os seus habitats naturais são: florestas secas tropicais ou subtropicais , florestas subtropicais ou tropicais húmidas de baixa altitude e regiões subtropicais ou tropicais húmidas de alta altitude.
Está ameaçada por perda de habitat.